# Гран-при Турции
Гран-при Турции (англ. Turkish Grand Prix тур. Türkiye Grand Prix) — один из этапов чемпионата мира по автогонкам в классе Формула-1. Впервые проведён в 2005 году на новом автодроме Истанбул Парк. В первом Гран-при Турции одержал победу пилот McLaren Кими Райкконен. Через год поул и победу завоевал Фелипе Масса (Ferrari), затем повторивший этот свой успех и в гонке 2007 года — также завоевав поул и победу.
Гонка входила в календарь чемпионата Формула-1 в период с 2005 по 2011 год, а затем вернулась в 2020 году после серьёзных изменений в расписании из-за пандемии COVID-19. В сезоне 2021 года, гран-при Турции должно было заменить в календаре этап в Канаде, но мероприятие было отложено из-за ограничений некоторых стран на посещение Турции.

## О проекте
Трасса находится в Стамбуле в районе Тузла в азиатской части города. Строительство трассы было начато в декабре 2004 года.
Длина трассы составляет 5333 м, а ширина — от 14 до 21,5 м. Гонки проводятся против часовой стрелки. На трассе 14 поворотов (6 правых и 8 левых), а также четыре прямых общей длиной 655,5 метров.
Имеется два подземных прохода для связи окружной дороги с внутренними путями, а также два подземных и три надземных пешеходных перехода.
Общая площадь трибун в комплексе 7392 м², также имеются две семиэтажные VIP-башни высотой в 37 метров и полезной площадью в 32 616 м².
Главная трибуна площадью 12 700 м² вмещает 26 250 человек. Дополнительно к ней имеются временные места для 60 000 человек, природные возвышенности, переделанные под трибуны, вмещающие такое же количество зрителей, и VIP-ложи для 5000 человек. Всего гонки могут смотреть 130 000 человек.

## История

### 2005
Победителем первого Гран-при Турции стал Кими Райкконен (McLaren-Mercedes), второе место занял Фернандо Алонсо (Renault F1), третьим стал Хуан Пабло Монтойя (McLaren-Mercedes).
Самый быстрый круг в гонке показал Хуан Пабло Монтойя с результатом 1:24,770.

### 2006
Гран-при Турции 2006 года выиграл Фелипе Масса (Ferrari), лидировавший от старта до финиша, Фернандо Алонсо (Renault F1) занял второе место, а семикратный чемпион мира Михаэль Шумахер — третье.
Самый быстрый круг в гонке показал Михаэль Шумахер: 1:28,005.

### 2007
Победителем Гран-при Турции 2007 года стал бразилец Фелипе Масса (Ferrari), выигравший гонку второй год подряд, заняв поул-позицию. Во время пресс-конференции после гонки он прокомментировал, что «Истанбул Парк был трассой, на которой он сделал поворот в своей карьере и, наконец, начал побеждать в гонках». Он также похвалил трассу, как и город.
Самый быстрый круг в гонке показал Кими Райкконен (1:27,295).

### 2008
Победителем Гран-при Турции 2008 года стал бразилец Фелипе Масса, выигравший гонку третий год подряд, стартовавший с поул-позиции.
Самый быстрый круг в гонке показал Кими Райкконен (1:26,506).

### 2009
Победителем стал британец Дженсон Баттон из Brawn GP, австралиец Марк Уэббер и немец Себастьян Феттель из Red Bull Racing заняли подиум.
Самый быстрый круг в гонке показал победитель Дженсон Баттон с результатом 1:27,579.

### 2010
Победителем стал британец Льюис Хэмилтон из McLaren, его товарищ по команде и соотечественник Дженсон Баттон занял второе место, а австралиец Марк Уэббер из Red Bull Racing стал третьим. Уэббер стартовал с поул-позиции и лидировал в гонке, пока не столкнулся с товарищем по команде Себастьяном Феттелем.

### 2011
Себастьян Феттель выиграл гонку 2011 года для Red Bull Racing, опередив своего товарища по команде Марка Уэббера и Фернандо Алонсо из Ferrari. Гонка побила рекорд по наибольшему зарегистрированному количеству пит-стопов и  обгонов во время сухой гонки в истории Формулы-1[уточнить].

### 2020
Из-за пандемии COVID-19 в 2020 году несколько изначально запланированных гонок были отменены. Гран-при Турции был добавлен в пересмотренный календарь в августе 2020 года, а гоночный уик-энд проходил с 13 по 15 ноября 2020 года. Лэнс Стролл из команды BWT Racing Point F1 занял поул-позицию на мокрой трассе. Льюис Хэмилтон из Mercedes, стартовавший с шестого места, возглавил среднюю стадию гонки, выиграл гонку и завоевал седьмой титул чемпиона мира, сравнявшись с рекордом Михаэля Шумахера.

### 2021
Гран-при Турции был добавлен в качестве замены Гран-при Канады на сезон 2021 года из-за ограничений на проведение массовых мероприятий и сложностей логистики для команд в Канаде. В мае 2021 года мероприятие было отменено из-за ограничений на поездки в Турцию, введённых британским правительством. Этап в Турции был заменён Гран-при Штирии. Затем Гран-при Турции был восстановлен в календаре и проведён в октябре.

## Официальные названия
- 2005: Turkish Grand Prix[6]
- 2006—2008: Petrol Ofisi Turkish Grand Prix[7][8][9]
- 2009: ING Turkish Grand Prix[10]
- 2010: Turkish Grand Prix[11]
- 2011: DHL Turkish Grand Prix[12]
- 2020: DHL Turkish Grand Prix[13]
- 2021: Rolex Turkish Grand Prix[14]

## Победители Гран-при
| Сезон     | Пилот             | Конструктор      | Трасса        | Отчёт |
| --------- | ----------------- | ---------------- | ------------- | ----- |
| 2005      | Кими Райкконен    | McLaren-Mercedes | Истанбул Парк | Отчёт |
| 2006      | Фелипе Масса      | Ferrari          | Истанбул Парк | Отчёт |
| 2007      | Фелипе Масса      | Ferrari          | Истанбул Парк | Отчёт |
| 2008      | Фелипе Масса      | Ferrari          | Истанбул Парк | Отчёт |
| 2009      | Дженсон Баттон    | Brawn GP         | Истанбул Парк | Отчёт |
| 2010      | Льюис Хэмилтон    | McLaren-Mercedes | Истанбул Парк | Отчёт |
| 2011      | Себастьян Феттель | Red Bull-Renault | Истанбул Парк | Отчёт |
| 2012—2019 | Не проводился     |                  |               |       |
| 2020      | Льюис Хэмилтон    | Mercedes         | Истанбул Парк | Отчёт |
| 2021      | Валттери Боттас   | Mercedes         | Истанбул Парк | Отчёт |